# Agathosma rubricaulis
Agathosma rubricaulis är en vinruteväxtart som beskrevs av Dümmer. Agathosma rubricaulis ingår i släktet Agathosma och familjen vinruteväxter. Inga underarter finns listade i Catalogue of Life.